# Rising Kingdoms
Rising Kingdoms є в режимі реального часу стратегія гри PC, розроблена Haemimont Games і виданий Black Bean Games. Він був випущено 17 червня 2005. Rising Kingdoms стратегія в реальному часі гра встановлюється у фантастичному світі, яка фокусується на розвитку імперії і динамічних тактичних боїв і особливості як стратегії і пригоди моди в світі фантазії Equiada. У режимі стратегії, гравець може вибрати 3 основні раси - підступні люди, порочні лісників і нещадні Darklings, і на додаток до цих трьох основних рас, гравець здатний захопити, поневолити і розвинути п'ять незалежних націй - Відтінки, кочівники, дракони, тролі і ельфи. У поєднанні з основною гонки гравця вони дають цінний актив при зіткненні зі своїми противниками. У режимі пригоди гравець управляє групою героїв і невеликий загін військ, що розкривають темні таємниці і несподівані повороти, як пригода розгортається. Історія охоплює протягом декількох поколінь, що зображують потужні древні артефакти, злету і падіння могутніх лідерів і славних царства, а народження нових містичних істот і рас. Тепер гра розповсюджується безкоштовно по SROGAMES. І вона доступна навіть для вікон планшетних ПК з підтримкою сенсорного екрану. (https://web.archive.org/web/20170110235940/http://peperonity.com/sites/srogames/55105071)
Події гри розгортаються в світі «Еквіада». Боги цього світу одного разу вони кудись пішли, нічого не сказавши, і для жителів Еквіади настали нелегкі часи. Світ занепав, тому Еквіаді потрібен був герой, що об'єднав би всіх задля мети виживання. Таким героєм виступає гравець.

## Світ гри
Світ Еквіада був створений богами, які, задоволені своїм творінням, повернулися в свій світ. Минуло багато років, і Еквіаду заселили рослини і тварини, виникла магія, і боги вирішили створити чотири раси для охорони свого світу:
- Драконів — хранителів часу, що контролюють минуле і майбутнє. На них було покладено завдання запобігати катастрофам, що загрожують миру.
- Людей — хранителів світла, їх завданням стало збереження і примноження знань. Щоб допомогти досягти цієї мети, боги дали їм знання наук і ремесел, а також дарували могутній артефакт — Камінь Життя.
- Темних — слуг богів, що зберігали артефакт Великої Печатки. Їм було даровано знання смерті, і завдання — стежити за тим, щоб ніщо зі світу померлих не проникло у світ живих.
- Ельфів — хранителів життя. Боги дали їм завдання — берегти природу, з тим, щоб вона могла давати всім прожиток. Ельфам для цього було дано знання магії, що превершували магію решти рас.

Незабаром після цього боги перестали проявляти себе, і був створений Сяючий орден, який стежив за моральністю суспільства. Але через якийсь час орден почав переслідувати деяких чарівників, знехтував поклонінням старим богам, замінивши його на служіння новим. Почалася Велика війна між усіма чотирма расами, під час якої дія Великої Печатки та Каменя Життя привели до створення ще декількох розумних рас: лісовиків, тролів, тіней, кочівників.

## Сюжет
Одного разу лісовики викрали обраного героя людей — Вігора, а столицю захопили тіні. Між тінями і лісовиками йшла війна, в ході якої лісовики відібрали Камінь Життя, який пізніше перейшов в руки Сяючому ордену. Вігор в супроводі його вихователя Діадка відправився до свого батька — короля. Дорогою Діадку вбили вовки, але Вігор потрапляв до столиці і допоміг батькові протистояти ордену. Після цього він почав пошуки Каменя і виявив його на вівтарі в столиці Сяючого ордена. Згодом Вігор за допомогою ельфів знищив Камінь, і тіні покинули світ Еквіади.